# Port Clinton, Ohio
Port Clinton là một thành phố thuộc quận Ottawa, tiểu bang Ohio, Hoa Kỳ. Năm 2010, dân số của thành phố này là 6056 người.

## Dân số
- Dân số năm 2000: 6391 người.
- Dân số năm 2010: 6056 người.